# Kenji Cabrera
Kenji Giovanni Cabrera Nakamura (ur. 27 stycznia 2003 w Shiga) – peruwiański piłkarz pochodzenia japońskiego występujący na pozycji skrzydłowego lub ofensywnego pomocnika, od 2021 roku zawodnik Melgar.
Urodził się w Japonii, jednak jako dziecko przeniósł się do Peru.